# Forteresses de l'Attique
Les forteresses de l'Attique étaient un ensemble de fortifications destinées à assurer la défense du territoire d'Athènes, l'Attique, pendant l'Antiquité.

## Frontière nord
Au cours du IVe siècle av. J.-C., les Athéniens reconstruisirent une ligne de forteresses, déjà largement établie au Ve siècle av. J.-C., pour garantir la frontière septentrionale de l'Attique.
De plan quadrangulaire irrégulier adapté au terrain difficile, elles dominent les passages routiers vers Athènes.
Elles sont toutes assez bien conservées et présentent des fortifications à tours carrées en grand appareil pseudo-isodome à bossages.
Ce sont, d'ouest en est, les forteresses d'Ægosthènes, Éleuthères, Phylé et Rhamnonte.

### La forteresse d'Ægosthènes (Αἰγόσθενα)

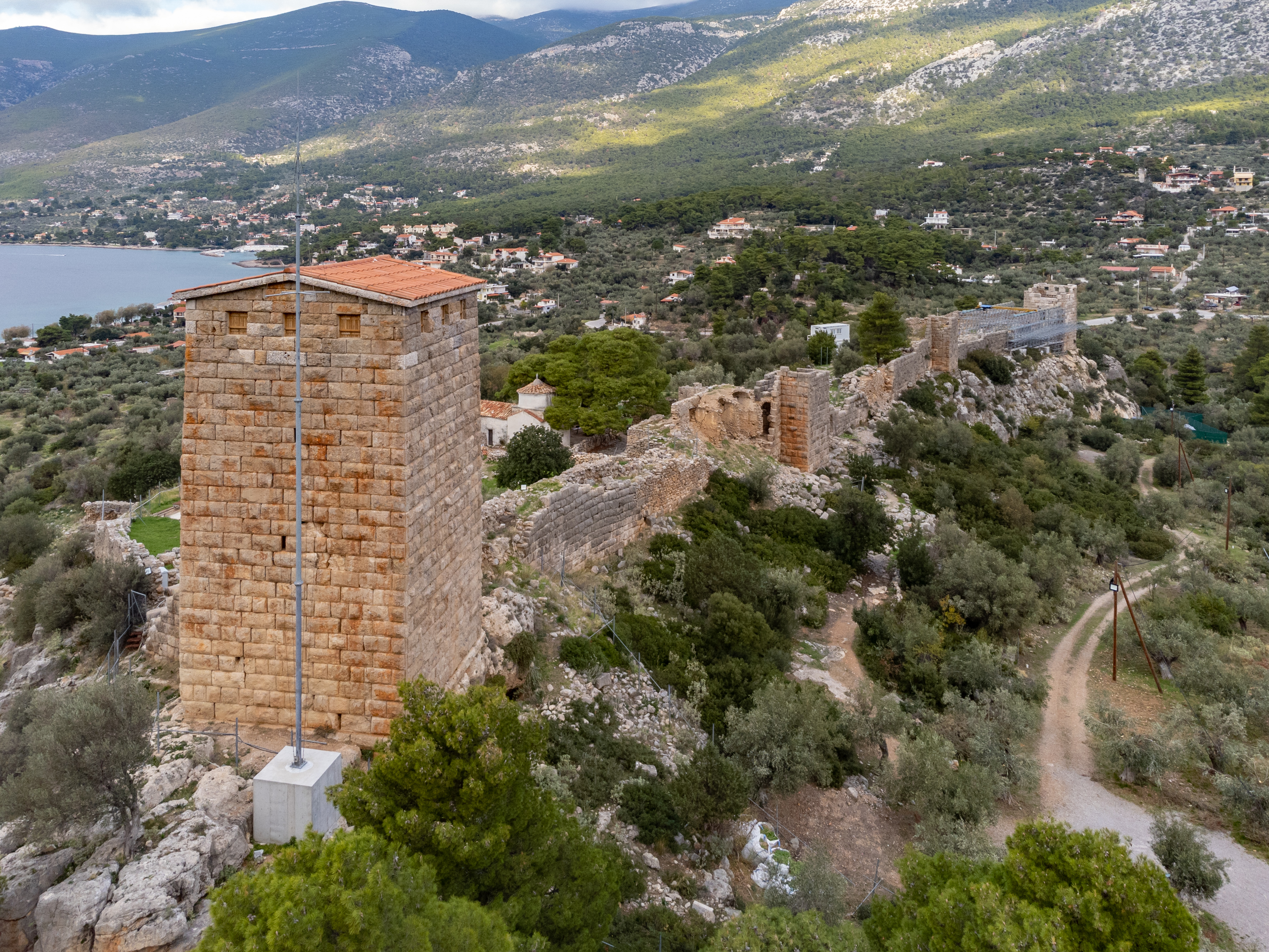
Vue aérienne de la forteresse d'Ægosthènes.

Située sur une colline à 400 m de la côte, elle domine le mouillage d'Ægosthènes, sur le golfe de Corinthe. Elle contrôle le trafic maritime et le chemin qui mène à Athènes.
C'est peut-être la mieux conservée de l'ensemble des forteresses. Seize tours ont survécu jusqu'à nos jours. La tour nord-est, la plus haute, a été restaurée.
En venant d'Athènes, la forteresse apparaît à gauche, juste avant d'atteindre le village et la mer.
(38° 08′ 51″ N, 23° 13′ 43″ E)
- (en) Photo ancienne de la forteresse d'Ægosthènes

### La forteresse d'Éleuthères (Ἐλευθέραι)

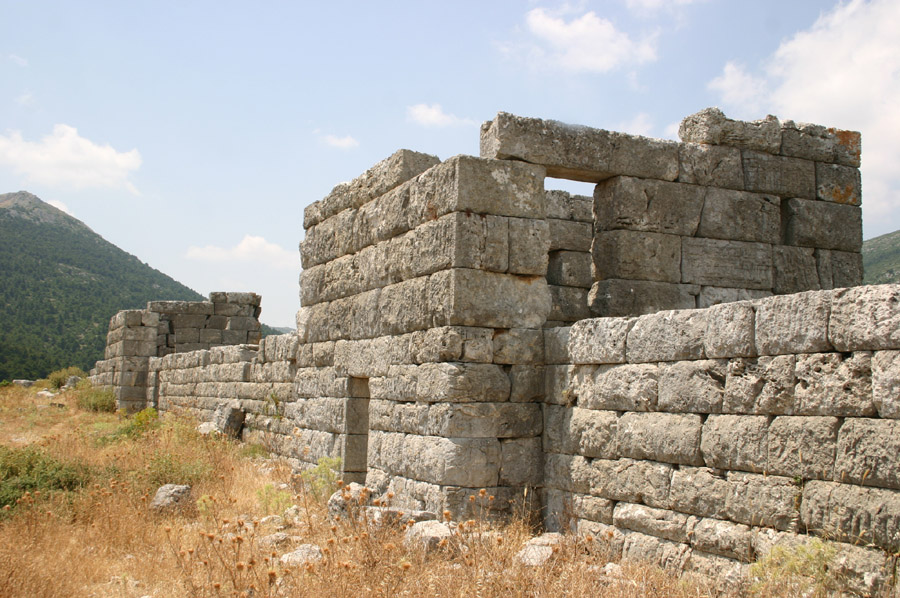
Forteresse d'Éleuthères

Elle commande la route, toujours très fréquentée, qui joint Thèbes à Éleusis.
Ses hautes murailles aux tours carrées sont bien conservées. Elles forment un quadrilatère allongé, pourvu de quatre portes.
(38° 10′ 46″ N, 23° 22′ 33″ E).

### La forteresse de Phylé (Φυλή)

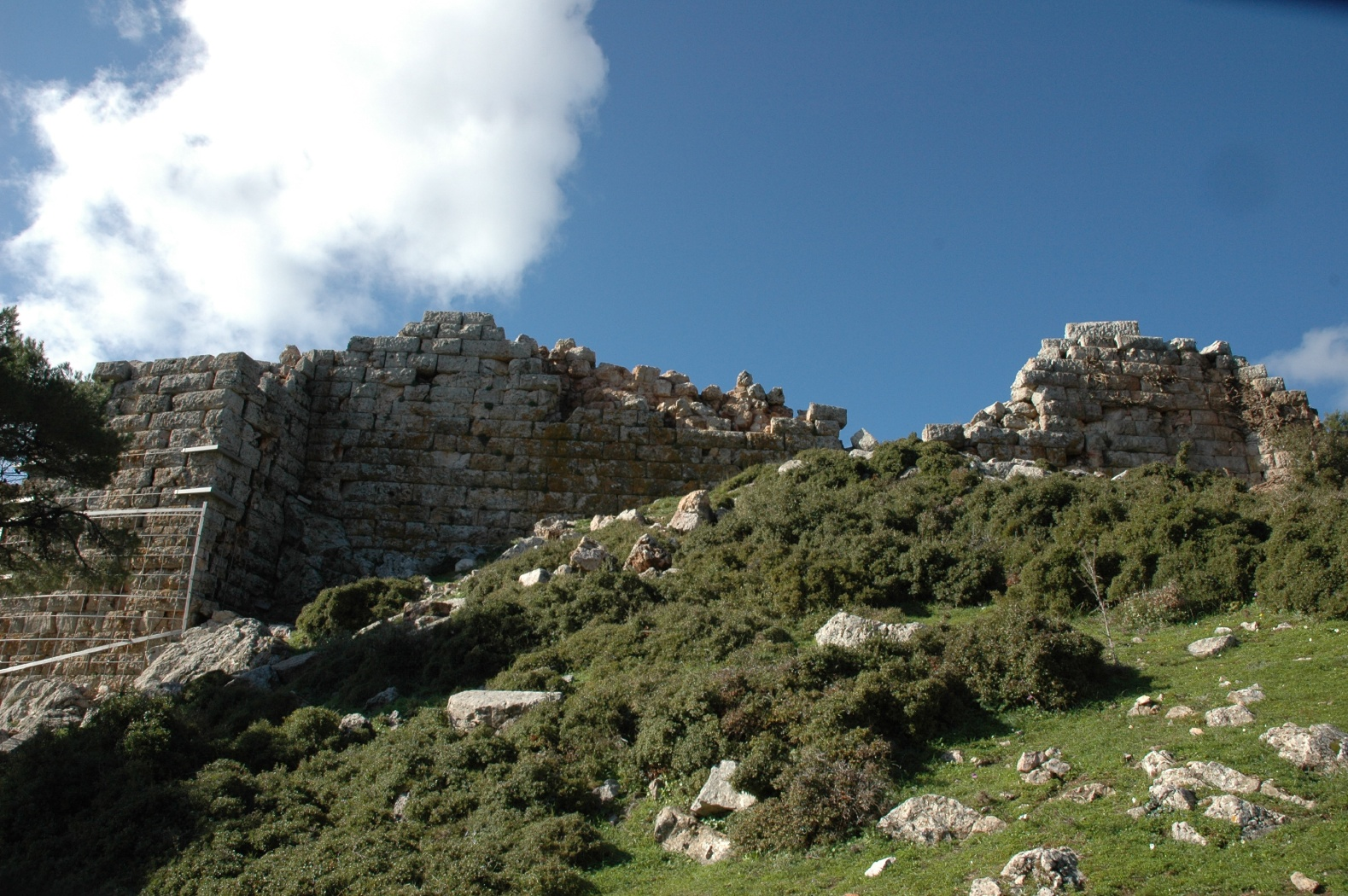
Forteresse de Phylé

Elle garde un chemin difficile vers Thèbes qui, il y a peu d'années encore, était à peine carrossable. Elle est moins importante que les deux précédentes.
Assez difficile à trouver, très ruinée, mais bien lisible, la forteresse se trouve dissimulée à flanc de coteau, parmi les arbres. Elle comporte des tours carrées, comme toutes les autres forteresses, mais aussi une tour ronde inattendue.
(38° 08′ 24″ N, 23° 38′ 12″ E).

### La forteresse de Rhamnonte (Ῥαμνούς)

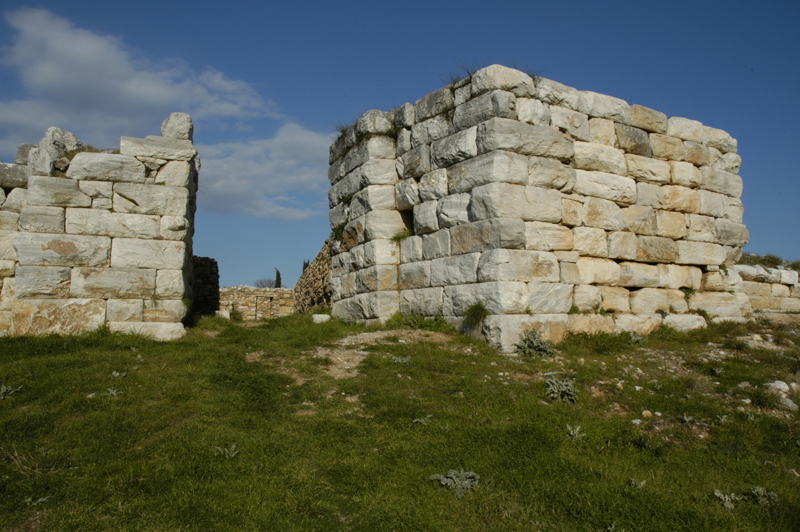
Fortifications de Rhamnonte

La forteresse de Rhamnonte se trouve face à l'Eubée, non loin de Marathon : elle contrôle le trafic maritime sur le détroit de l'Euripe.
Son nom, « Rhamnous » en grec ancien et moderne, et « Rhamnonte » en français habituel et soutenu, lui vient du Rhamnus ou nerprun, plante buissonnante et épineuse, très commune en ce lieu.
Un sanctuaire de Thémis et Némésis, un théâtre et d'autres vestiges se trouvent à proximité ou inclus.
Sanctuaire de Némésis :
(38° 13′ 03″ N, 24° 01′ 37″ E).
Forteresse et quartier d'habitations :
(38° 13′ 21″ N, 24° 01′ 38″ E).

## Frontière de l'Isthme
Le dème fortifié d'Éleusis était l'un des plus importants dispositif du système défensif, chargé de la défense des routes reliant l'Attique au Péloponnèse et à la Béotie.